# Ulvestadgambiet
Het Ulvestadgambiet is in het schaken een opening die is ingedeeld bij de open spelen. Het is een variant in het tweepaardenspel, en de beginzetten zijn:
1. e4 e5
2. Pf3 Pc6
3. Lc4 Pf6
4. Pg5 d5
5. exd5

Het gambiet is geanalyseerd door de Amerikaanse schaker Olav Ulvestad.